# Villa de San Antonio
Villa de San Antonio est une municipalité du Honduras, située dans le département de Comayagua. La municipalité est fondée en 1537.

## Source de la traduction
- (en) Cet article est partiellement ou en totalité issu de l’article de Wikipédia en anglais intitulé « Villa de San Antonio » (voir la liste des auteurs).